# Observabilidad
Observabilidad es una propiedad importante de un sistema de control, y gobierna la existencia de una solución de control óptimo. Es una medición que determina cómo los estados internos pueden ser inferidos a través de las salidas externas. La controlabilidad y la observabilidad de un sistema son aspectos duales de un mismo problema. Estos criterios son utilizados para determinar de antemano la existencia de una solución de diseño según los parámetros y objetivos del diseño.
Formalmente, se dice que un sistema es observable si, mediante cualquier secuencia de los vectores de estado y de control, el estado actual puede determinarse en un tiempo finito usando solamente las salidas (esta definición está orientada hacia la representación de espacios de estados). De manera menos formal, esto significa que a partir de las salidas de un sistema es posible conocer el comportamiento de todo el sistema. Cuando un sistema no es observable, quiere decir que los valores actuales de algunos de sus estados no pueden ser determinados mediante sensores de salida: esto implica que su valor es desconocido para el controlador y, consecuentemente, no será capaz de satisfacer las especificaciones de control referidas a estas salidas.

## Sistemas lineales e invariantes en el tiempo
Consideremos el sistema lineal e invariante en el tiempo
{\displaystyle {\dot {\mathbf {x} }}(t)=\mathbf {Ax} (t)+\mathbf {Bu} (t)}
{\displaystyle \mathbf {y} (t)=\mathbf {Cx} (t)+\mathbf {Du} (t)}
donde
{\displaystyle \mathbf {x} } es el vector de estado,
{\displaystyle \mathbf {y} } es el vector de salida,
{\displaystyle \mathbf {u} } es el vector de entrada (o de control),
{\displaystyle \mathbf {A} } es la matriz de estados,
{\displaystyle \mathbf {B} } es la matriz de entrada,
{\displaystyle \mathbf {C} } es la matriz de salida,
{\displaystyle \mathbf {D} } es la matriz de trasmisión directa.
La matriz de observabilidad está dada por
{\displaystyle O={\begin{bmatrix}C\\CA\\CA^{2}\\\vdots \\CA^{n-1}\end{bmatrix}}}
El sistema es observable si la matriz de observabilidad tiene un rango=n y su determinante es diferente de cero.